# Ponte Rosario-Victoria
Il ponte Rosario-Victoria (Puente Rosario-Victoria in spagnolo), ufficialmente denominato ponte Nostra Signora del Rasario (Puente Nuestra Señora del Rosario in spagnolo) è un ponte strallato che attraversa il fiume Paraná unisce le città argentine di Rosario, principale centro della provincia di Santa Fe, e Victoria, nella limitrofa provincia di Entre Ríos.

## Storia
La costruzione del ponte, approvata nel 1997, iniziò l'anno seguente e si protrasse sino al 2003 a causa dei problemi finanziari del paese sudamericano. L'opera è stata ufficialmente inaugurata il 22 maggio 2003.

## Descrizione
Il ponte, la cui lunghezza complessiva è di 4.098 metri, ha una campata massima di 608 metri di lunghezza e 50 metri d'altezza. L'infrastrutture si compone di altri ponti per un'estensione complessiva di 8,2 km più 47 km di terrapieni. Il ponte forma parte della strada statale 174 Rosario-Victoria.